# Brinkschulte Medien
Brinkschulte Medien ist ein in Essen und Arnsberg ansässiger Verlag.

## Publikationen
Der Verlag bringt u. a. folgende Publikationen heraus (verbreitete Auflage gemäß IVW-Angaben 1/2019):
- Top Magazin Sauerland (seit 2003): 9.278
- Südwestfalen Manager (seit 2007): 19.175
- Revier Manager (seit 2007): 19.241
- Niederrhein Manager (seit 2011): 15.867
- Rhein-Wupper Manager (seit 2012): 14.956
- Ostwestfalen-Lippe Manager: 14.900
- NRW-Kombi: 113.198
- Münsterland Manager: 14.258
- Köln/Bonn/Aachen Manger (seit 2013): 14.713

Darüber hinaus wird seit 2016 einmal jährlich die NRW-weit erscheinende Sonderausgabe Nordrhein-Westfalen Manager mit einer Druckauflage von 55.000 Exemplaren veröffentlicht.

## Geschichte
Die Ursprünge des heutigen Verlages Brinkschulte Medien GmbH & Co. KG liegen in einem kleinen Handel für Drucksachen, den die beiden Brüder Axel und Helge Brinkschulte ab 1991 neben ihrem BWL-Studium an der Universität Essen betrieben. Der eigentliche Verlag wurde erst 1995 gegründet und produzierte ab 1999 verschiedene Mietermagazine für Wohnungsbaugesellschaften. 2003 übernahm der Verlag die Lizenz für das Top Magazin Sauerland. Zwei Jahre später folgte das IHK-Magazin meo (Mülheim, Essen und Oberhausen), welches der Verlag drei Jahre lang betreute. 2007 wurden die ersten Ausgaben des Regio Manager herausgebracht.
Seit der Gründung existieren zwei Hauptstandorte: Helge Brinkschulte leitet den Standort Essen und Axel Brinkschulte den Standort Arnsberg. Darüber hinaus gibt es weitere Niederlassungen und es bestehen Beteiligungen an anderen Unternehmen im Medienbereich. Die zentrale Grafikabteilung befindet sich in Arnsberg. Insgesamt hat der Verlag z. Zt. (Oktober 2017) 40 feste und gut zwei Dutzend freie Mitarbeiter.
Im Laufe der Jahre hat das Unternehmen mit dem Regio Manager ein eigenes Lizenzsystem für regionale Unternehmermagazine entwickelt. 2007 erschienen mit dem Südwestfalen Manager und dem Revier Manager die ersten beiden Regionalmagazine für Führungskräfte. Mit Stand Oktober 2017 produzierte der Verlag Brinkschulte Medien Regio Manager für vier Regionen in NRW.
Ein wesentliches Alleinstellungsmerkmal der Regio Manager sind die regionalen Branchen-Rankings für unternehmensnahe Dienstleistungen, z. B. die größten Rechtsanwaltskanzleien, Werbeagenturen, Personaldienstleister, Wirtschaftsprüfer & Steuerberater, Bauunternehmen, Gebäudedienstleister, IT-Dienstleister, Spediteure & Logistiker etc. Jedes Jahr im September werden die 100 mächtigsten Manager der jeweiligen Region ermittelt und vorgestellt.

## Manager Golfcup
Zu den regionalen Manager-Magazinen hat sich seit 2010 die bundesweite Veranstaltungsserie Manager Golfcup etabliert, die in mehreren regionalen Veranstaltungen sowie in zwei Finalturnieren in Österreich und der Türkei ausgespielt wird.

## Preisverleihung für den „Manager des Jahres“
Seit 2009 verleiht der Verlag den gemeinsam mit der Südwestfalen Agentur initiierten Management-Preis „Manager des Jahres“.
- Manager des Jahres 2016: Klaus Richter (Rebional GmbH)[7]
- Manager des Jahres 2015: Christian & Georg Stiegler (SMD Sanierungs-Management GmbH & Co. KG)[7]
- Gründer des Jahres 2015: Phil-Kevin Sell, Sebastian Severin Schulte & Matthias Jagoda (FitnessCo GmbH)[7]
- Manager des Jahres 2014: Martin Schüler (HBPO Group GmbH)[7]
- Gründer des Jahres 2014: Hendrik Jürgens und Sören Spreng (Balken GmbH)[7]
- Manager des Jahres 2013: Klaus Blankenagel (Inotec Sicherheitstechnik GmbH)[7]
- Gründer des Jahres 2013: Armin Hempel (Starmin GmbH)[7]
- Manager des Jahres 2012: Dennis Conze (Conze Informatik GmbH)[8]
- Gründer des Jahres 2012: Jens Fischer (Superus Datenmanagement GmbH)[7]
- Manager des Jahres 2011: Henning Zoz (Zoz Group)[9]
- Gründer des Jahres 2011: Christian Friedrich und Alexander Hoffmann (statmath GmbH)[10]
- Manager des Jahres 2009: Ruth Orthaus-Echterhage und Jürgen Echterhage (Echterhage Holding GmbH & Co KG)[11]